# Justine Musk
Justine Wilson (nacida Jennifer Justine Wilson; Peterborough, Ontario, 2 de septiembre de 1972) es una escritora canadiense que residió por mucho tiempo en Los Ángeles, Estados Unidos. Fue la primera esposa del empresario multimillonario Elon Musk.

## Carrera
Musk es autora  de la novela de fantasía contemporánea BloodAngel, publicada en 2005 por el sello editorial ROC Books de Penguin Books. Su segundo libro, Uninvited, fue lanzado en 2007, y es un trabajo no relacionado destinado a lectores jóvenes adultos. Una secuela de BloodAngel, Lord of Bones, fue lanzada en 2008. Musk es una de las primeras personas en utilizar un sitio como Pinterest para planear una novela.

## Vida personal
Conoció a Elon Musk, cofundador de Tesla y fundador de SpaceX,  durante su estancia en la Universidad de Queen, con quien más tarde se casó en enero de 2000. Su primer hijo, Nevada, nació en 2002 y murió de síndrome de muerte súbita del lactante a la edad de 10 semanas.
A través de FIV, más tarde dio a luz a gemelos, Griffin y Vivian, en 2004; seguido por los trillizos Damian, Saxon y Kai en 2006. Durante su relación, Justine redactaba un blog en donde detallaba su vida familiar, este mismo tuvo repercusiones en su relación más adelante, dejando pistas como la siguiente cita: «Una figura pública no es una persona equilibrada. Si fuera una persona equilibrada, no trataría de ser una figura pública». El 13 de septiembre de 2008, anunció que se estaba divorciando de Musk. Más tarde escribió un artículo para Marie Claire sobre su relación. Afirma haber sido una «exesposa modelo», en buenos términos con la segunda exesposa de Musk, Talulah Riley.